# Tour de télévision de Fazilka
La tour de télévision de Fazilka , souvent surnommée la tour Eiffel de Fazilka, est une tour en treillis de 304,8 m de hauteur située à  Fazilka (en), en Inde, qui est utilisée pour la radiodiffusion FM / TV dans l'ensemble du Pendjab. La tour est, depuis la fin de sa construction en 2007, la deuxième plus haute structure artificielle de l'Inde, après la tour de télévision de Rameswaram (en),.